# Bolbochromus ludekingi
Bolbochromus ludekingi is een keversoort uit de familie cognackevers (Bolboceratidae). De wetenschappelijke naam van de soort werd in 1886 gepubliceerd door Johan Wilhelm van Lansberge.
De soort is genoemd naar de ontdekker, Everhardus Wijnandus Adrianus Lüdeking, officier van gezondheid bij het Nederlands leger in Nederlandsch-Indië.